# Sentit i sensibilitat (pel·lícula)
Sentit i sensibilitat (títol original en anglès Sense and Sensibility) és una pel·lícula britànica de 1995 dirigida per Ang Lee i protagonitzada per Emma Thompson i Kate Winslet. El seu guió, escrit per la mateixa actriu, Emma Thompson, està basat en la novel·la homònima de 1811 de Jane Austen.
L'atenció que Thompson va dedicar a tots els detalls de l'argument de la història va valer-li l'Oscar al millor guió adaptat. Un guardó que només tres cintes de Jane Austen han aconseguit: Pride and Prejudice de 1940 (Oscar a la millor direcció artística), Sentit i sensibilitat de 1995 i Emma de 1996 (Oscar a la millor banda sonora).

## Argument
En virtut de les lleis de l'època, quan el Sr. Henry Dashwood mor, el seu primogènit, John Dashwood, hereta tota la fortuna del seu pare, deixant la seva segona esposa i tres filles - Elinor, Marianne i Margaret - amb només 500 lliures de renda anual. Aquestes, doncs, han de deixar la casa on vivien, Norland Park, i permetre que John Dashwood s'hi traslladi amb la seva dona Fanny.
Per sort, Sir John Middleton, cosí proper de la Sra. Dashwood, els ofereix la seva torreta de Barton, a Devonshire, perquè s'hi instal·lin. Allà, allunyades de tota civilització, la Sra. Dashwood es desesperarà per veure casades les seves tres filles. Elinor (Emma Thompson), la més gran, s'enamorarà d'Edward Ferrars, el cunyat de John Dashwood, encara que es negarà categòricament a deixar via lliure a les seves emocions. Marianne (Kate Winslet), la mitjana, es veurà en un principi, afalagada per l'afortunat i malenconiós Coronel Brandon, però s'inclinarà més aviat pel jove i seductor John Willoughby amb qui compartirà una relació més apassionada i esbojarrada.
Tanmateix, la vida tranquil·la de les Dashwood es trastorna quan Willoughby, en un comportament inexplicable, els anuncia que ha de deixar Barton i torna a Londres sense donar més detalls. Així, les dues germanes, encuriosides pel que passa en la vida social de la gran ciutat, decideixin anar-hi de visita acompanyades per la Sra. Jennings. Allà, Marianne descobreix que Willoughby s'ha promès amb una rica hereva, la Srta. Grey, i Elinor, per la seva banda, descobreix el noviatge de cinc anys del seu estimat Edward amb la Srta. Lucy Steele.
Decebudes, Elinor i Marianne tornen a Barton per reprendre la seva vida. En el poble, Marianne, al final, aprendrà a apreciar l'amor del Coronel Barton i Elinor rebrà la visita d'Edward Ferrars qui li anunciarà la boda del seu germà menor, Robert Ferrars, amb la Srta. Steele i li demanarà la mà.
La història, per tant, es presenta com un equilibri d'emocions entre les dues germanes protagonistes: Elinor, qui representa la raó, i Marianne, que es veu desbordada pels seus sentiments. Dues germanes que, a la seva manera, hauran de fer front a la traïció de ser estimades.

## Repartiment
| Intèrpret         | Personatge                  | Veu en català  |
| ----------------- | --------------------------- | -------------- |
| Emma Thompson     | Elinor Dashwood             | Alicia Laorden |
| Kate Winslet      | Marianne Dashwood           | Marta Ullod    |
| Hugh Grant        | Edward Ferrars              | Roger Pera     |
| Alan Rickman      | Coronel Christopher Brandon | Jaume Comas    |
| Greg Wise         | John Willoughby             | Sergi Zamora   |
| Emilie François   | Margaret Dashwood           | Marta Ullod    |
| Harriet Walter    | Fanny Ferrars Dashwood      | Aurora García  |
| Gemma Jones       | Sra. Dashwood               | Lourdes López  |
| James Fleet       | John Dashwood               | Santi Lorenz   |
| Imogen Stubbs     | Srta. Lucy Steele           | Marta Barbarà  |
| Hugh Laurie       | Sr. Palmer                  | Ramon Canals   |
| Imelda Staunton   | Charlotte Palmer            | Fina Rius      |
| Elizabeth Spriggs | Sra. Jennings               | Marta Padovan  |
| Robert Hardy      | Sir John Middleton          | Desconegut     |

## Producció
Emma Thompson va treballar quatre anys en aquest guió el qual, a més, va ser revisat innombrables vegades. Emma esperava que la productora Lindsay Doran consideraria a les germanes Natasha Richardson i Joely Richardson, filles de Vanessa Redgrave, pels papers d'Elinor i Marianne. Per aquesta raó, quan Ang Lee li va proposar que fos ella la que interpretés a Elinor, es va sorprendre molt i, en un principi, s'hi va negar, ja que creia que ella no tenia l'edat adequada per representar a una noia de 19 anys. Lee però, li va suggerir que canviés l'edat del personatge. Així, no només ella hi va poder participar, sinó que també va ser una manera d'apropar la història a l'audiència contemporània.
Sentit i sensibilitat va ser rodada a diverses localitzacions de Devon, incloent Saltram House, el poblet de Berry Pomeroy, el Castell de Compton, i els estrets carrers del Barbican de Plymouth. Els escenaris de Londres van incloure: la Somerset House i el Museu Nacional Marítim de Greenwich. Algunes escenes addicionals es van filmar a la Trafalgar House i la Wilton House de Wiltshire, la Mompesson House de Salisbury, i la Montacute House en el sud del Comtat de Somerset (Anglaterra).

## Crítica
Encara que, en general Sentit i sensibilitat es va guanyar cert prestigi, la veritat és que hi va seguir havent una part de la crítica internacional que no la va veure amb bons ulls. Aquest grup va acusar l'equip cinematogràfic de recórrer a trucs emfatitzants i estereotipants per tal d'emmarcar la història. Són exemple d'aquesta pràctica algunes imatges d'excrements de cavall que remarquen la mediocritat de l'ambient, o també la caracterització d'alguns personatges negatius de color negre.
Malgrat tot, la gran majoria dels crítics van lloar la pel·lícula destacant-ne la seva banda sonora, així com el retrat crític que fa d'una societat hermètica, classista i plena de contradiccions internes on abunden els rumors i el menyspreu. A més, és una pel·lícula que mostra com una llei "sexista" i injusta fa que els drets de l'home predominin sobre els de la dona.

## Premis i nominacions
L'èxit de Sentit i sensibilitat es va traduir en 27 premis i més de 25 nominacions en els certàmens i festivals de cinema. De tots ells, els més destacats són els següents:
Premis Oscar
- Guanyadora per: 
  - Millor Guió Adaptat (Emma Thompson)
- Nominada per: 
  - Millor Pel·lícula
  - Millor Actriu (Emma Thompson)
  - Millor Actriu Secundària (Kate Winslet)
  - Millor Fotografia (Michael Coulter)
  - Millor Vestuari (Jenny Beavan i John Bright)
  - Millor Banda Sonora (Patrick Doyle)

Globus d'Or
- Guanyadora per: 
  - Millor Pel·lícula Dramàtica
  - Millor Guió (Emma Thompson)
- Nominada per: 
  - Millor Director (Ang Lee)
  - Millor Actriu Dramàtica (Emma Thompson)
  - Millor Actriu Secundària (Kate Winslet)
  - Millor Banda Sonora Original (Patrick Doyle)

Premis BAFTA
- Guanyadora per: 
  - Millor Pel·lícula
  - Millor Actriu (Emma Thompson)
  - Millor Actriu Secundària (Kate Winslet)
- Nominada per: 
  - Millor Director (Ang Lee)
  - Millor Actor Secundari (Alan Rickman)
  - Millor Fotografia (Michael Coulter)
  - Millor Banda Sonora Original (Patrick Doyle)
  - Millor Vestuari (Jenny Beavan i John Bright)
  - Millor Maquillatge (Morag Ross i Jan Archibald)
  - Millor Guió Adaptat (Emma Thompson)
  - Millor Disseny de Producció (Luciana Arrighi)

Festival Internacional de Cinema de Berlín
- Guanyadora: Os d'Or a la millor pel·lícula